# Platyoposaurus
Platyoposaurus rickardi, Platyops rickardi
Genre
Espèce
Synonymes
- Platyops rickardi

Platyoposaurus est un genre fossile de temnospondyles datant de l'époque du Permien moyen entre 270 et 268 Ma (millions d'années)[réf. souhaitée]. Selon Paleobiology Database en 2022, ce genre est resté monotypique et son espèce type est Platyoposaurus rickardi synonyme de Platyops rickardi.

## Découverte

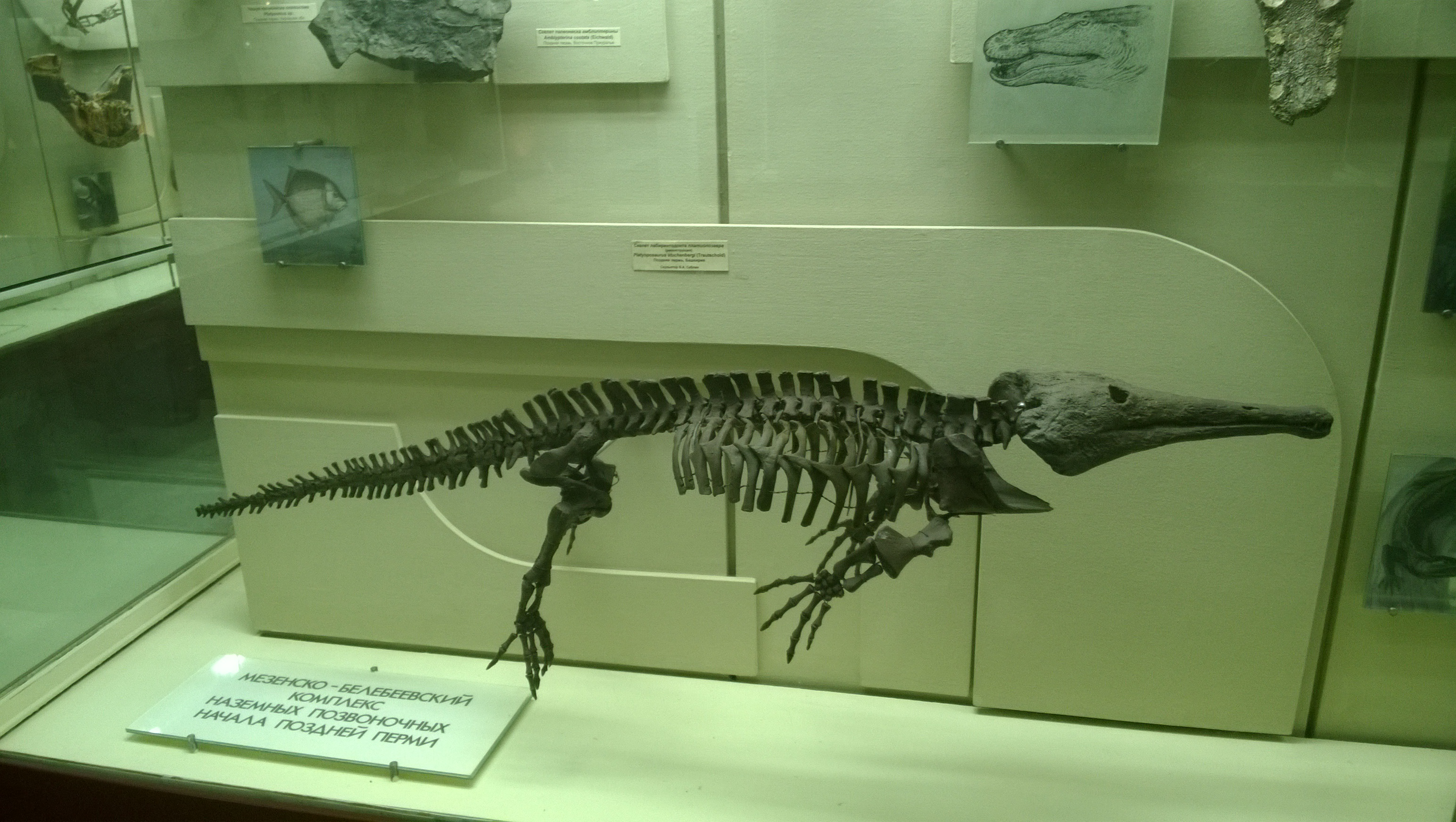
Squelette de Platyoposaurus.

L'une des découvertes comprend un crâne de 28 centimètres de long. La longueur supposée du corps est de 2,50 mètres représentant un spécimen carnivore adulte[réf. nécessaire].

## Étymologie
Les restes fossiles ont été trouvés à Belebey en Bachkirie, en Russie. 
Le nom Platyoposaurus signifie « lézard à face plate » et a été inventé après que le nom original Platyops se soit révélé avoir déjà été utilisé.

## Classification
Le nom valide complet (avec auteur) de ce taxon est Platyoposaurus Lydekker, 1889.

## Publication originale
- (en) R. Lydekker, 1889. Part III - Palaeozoology. Vertebrata. Manual of palaeontology for the use of students with a general introduction on the principles of palaeontology. Volume II. 3rd edn. William Blackwood and Sons, Edinburgh and London 600 p.